# Muconda
Muconda es un localidad y municipio de la provincia de Lunda Sul en Angola. En julio de 2018 tenía una población estimada de 37 737 habitantes.
Se encuentra ubicado al este del país, cerca del río Kasai —uno de los principales afluentes del río Congo— y de la frontera con República Democrática del Congo.